# 尼古拉·加夫里洛维奇·切尔内绍夫
尼古拉·加夫里洛维奇·切尔内绍夫（俄語：Николай Гаврилович Чернышёв，1906年9月9日—1953年1月2日）是前苏联一位专门从事火箭推进剂研究的化学家 。

## 简历
1906年9月9日，他出生在俄罗斯克拉斯诺达尔边疆区高加索斯卡亚区卡赞斯卡亚村（Kazanskaya）一个教师家庭，自1912年起生活在克拉斯诺达尔并就读于库班亚历山大学校，1918-1920年曾在克拉斯诺达尔学校学习并工作，1924年毕业于克拉斯诺达尔第七苏维埃中学（现为第36中学）。1925年他没赶上莫斯科大学入学考试；从1926年1月起曾在顿河畔罗斯托夫消费合作社一家印刷厂当过一段时间的包装工。1926年，他考入南俄国立技术大学（新切尔卡斯克）；1929年进入圣彼得堡国立科技学院并于1932年毕业。
大学毕业后，切尔内绍夫被分配到列宁格勒戈兹纳克厂工作，不久应征入伍。自1933年后为成列宁格勒中央空气动力学研究所瓦连京·格卢什科（Valentin Glushko）手下的一名高级工程师，参与了OR-2 火箭发动机和12K（应用于谢尔盖·帕夫洛维奇·科罗廖夫的动力滑翔机）的开发。
1936年8月-1938年4月被任命为在 kb-7 试验场负责人，曾主持过液氧火箭引擎运行及火箭飞行测试， 
40年代被调至莫斯科波尔谢夫实验室开发NII-4弹道导弹。同时，他也是一名受欢迎的科普作家，曾撰写过许多有关太空飞行的书籍。1953年1月2日，他46岁时在莫斯科去世，死后被安葬在普列斯尼亚区瓦甘科夫公墓（Vagankovo Cemetery）。
他坚信苏联科学家在火箭技术发展史上一直处于领先的地位。

## 另请查看
- 月球上以他的名字命名的切尔内绍夫环形山